# Перец (телеканал)
«Перец» (ранее известный как «Дарьял ТВ» и ДТВ) — бывший российский федеральный телеканал, эфирная сетка которого была построена на оригинальных развлекательных программах собственного производства и популярных российских передачах.
Начал вещание 7 июня 1999 года под названием «Дарьял ТВ». С 15 апреля 2002 по 14 августа 2005 года телеканал стал называться «ДТВ-Viasat», с 15 августа 2005 по 28 февраля 2007 года — «DTV-Viasat», а с 1 марта 2007 по 16 октября 2011 года канал носил название «ДТВ». Вещал более чем в 400 городах России. С 17 октября 2011 года название телеканала было изменено на «Перец». Техническое проникновение телеканала в России составляло 85,5 % (на 2013 год).
12 ноября 2015 года прекратил своё вещание в связи с запуском на его частоте нового канала «Че». Планировался перезапуск телеканала в спутниковых и кабельных сетях, но вещание так и не возобновилось.

## История
Процесс получения лицензии на вещание «Дарьял ТВ» в 1998 году сопровождался скандалом. В августе 1998 года заканчивалась лицензия у «24 канала», который транслировал программы американской компании CNN, поэтому в мае 1998 года был объявлен тендер на освобождающуюся частоту в Москве и области. Среди заявителей были компании АТВ, ВИD, межгосударственная телекомпания «МИР», телекомпании Совета федерации и Министерства обороны. Конкурс был отменён без объяснения причин, а лицензию ФСТР № 2781 «задним числом» (в ней было указано, что дата получения лицензии — 31 октября 1997 года) получила компания «ТВ Дарьял». Этот скандал впоследствии привёл к тому, что телевизионные и радиочастоты в крупных городах России и центрах её субъектов стали распределяться исключительно через конкурсные тендеры.

### Дарьял ТВ (1999—2002)

Логотип Дарьял ТВ с 7 июня 1999 по 15 апреля 2002 года

Изначально концепцией подразумевалось, что канал будет целиком и полностью посвящён добру, без порнографии, секса и насилия. В первые месяцы работы телеканал «Дарьял-ТВ» вещал только с 18:00 до 1:00 и лучше принимался на территории городов Подмосковья, нежели в Москве, а вместо 25 обещанных и прописанных в лицензии городах вещания телеканалу удалось начать трансляцию своих передач только в 11. Затем вещание телеканала увеличилось до 13, а впоследствии — и до 18 часов в сутки. Штат телеканала «Дарьял ТВ» на начальном этапе работы составлял 130 человек.
В представлении Вайнера концепция канала выглядела следующим образом:

В нашей концепции указано прямо: «Дарьял-ТВ» — это нравственно-правовой канал. Разумеется, это не исключает элементов познавательности, культуры, спорта, занимательности и развлекательности. Но девиз канала — нравственность и право. <…> У нас на темы морали и нравственности идёт по крайней мере пять разных передач, не менее трёх на правовую тему. Мы не ограничиваемся криминальными сюжетами, а стараемся касаться вопросов права в широком смысле этого понятия.

За несколько месяцев до приобретения Viasat на канале практически не было новых телепередач: демонстрировались повторы программы «У всех на устах», а также советские художественные фильмы. Кроме того, сетка вещания «Дарьял ТВ» в тогдашнем формате состояла из повторов собственных музыкальных программ годичной давности, телемагазинов, рекламных блоков, в которых продвигались услуги целителей и магов, а также недорогого и низкокачественного зарубежного кино. Сам же телеканал испытывал постоянные проблемы с финансированием и не пользовался большой популярностью у зрителей, занимая в списке популярности российских каналов одно из последних мест наряду с 7ТВ — со среднесуточной долей в 0,4 %. Генеральным директором канала становится Март Луйк. Новый председатель совета директоров канала Кай Градэвик вспоминал, что на момент покупки «канал находился на грани банкротства, люди в течение 6 месяцев не получали зарплату, не было никаких источников дохода, а были убытки, задолженности и некомпетентное руководство». По мнению Марта Луйка, «95 процентов старого персонала были озабочены тем, как потратить деньги, и лишь некоторые думали о том, как их заработать».

### ДТВ-Viasat/DTV-Viasat (2002—2007)
В 1999 году Наталья Дарьялова и её отец Аркадий Вайнер продали 75 % канала за $7 млн связанным с «Газпромом» компаниям «Сигма-Газ» и «ГазЭнергоФинанс». «Газпром» впоследствии посчитал инвестицию неоправданной и в 2001 году перепродал этот пакет шведской компании Modern Times Group. После продажи первоначальное название телеканала («Дарьял ТВ») было изменено на менее персонализированное — ДТВ, без разрешения от основателей. В 2002—2007 годах также упоминалось альтернативное название телеканала — «ДТВ-Viasat» («DTV-Viasat»), тем самым подчёркивая его принадлежность семейству развлекательных каналов из линейки Viasat Северной и Восточной Европы. В тот же период на этом канале в рекламных блоках часто демонстрировались промо-ролики кабельных телеканалов семейства Viasat (TV1000, TV1000 Русское кино, Viasat Explorer, Viasat History и других). Из 20 прежних программ новые владельцы оставили только три, но и те переработали с учётом новой концепции вещания. Собственное производство телепрограмм было фактически свёрнуто, по инициативе владельцев канала ДТВ полностью перешёл на покупку передач российского и зарубежного производства у сторонних производителей и аутсорсинг.
Новые владельцы провели переоборудование канала и ребрендинг, в ходе которого были изменены логотип и оформление, а также концепция канала. С этого времени телеканал стал вещать в развлекательном формате. Его сетку вещания стали занимать в основном развлекательные шоу российского и зарубежного производства, советские, российские и зарубежные художественные фильмы, мультфильмы и телесериалы, передачи и фильмы на криминальную тематику, а также эротические программы и фильмы в ночное время. Показ последних передач и фильмов вызывал широкий общественный резонанс среди зрителей, в том числе и со стороны депутатов Государственной думы, которые обвиняли ДТВ в распространении и трансляции порнографических материалов в открытом телеэфире.
Изначально после смены владельца Наталья Дарьялова и Аркадий Вайнер остались на канале в качестве внештатных консультантов, однако спустя некоторое время сотрудничество с ними было прекращено — после того, как Вайнер раскритиковал действия новых владельцев «за вынужденную безработицу творческих единиц бывшего „Дарьял ТВ“» и сотворение из нравственного и правового канала «телевидения для жеребцов», основу которого составляли «пошлые фильмы, пропагандирующие насилие, а также непомерный и ничем не оправданный секс». Незадолго до своей смерти Вайнер высказался о реформах на канале схожим образом: «нравственно-правовой канал превращается в канал для показа и обучения насилию, убийствам, всяческим безобразиям, пошлости, аморальности, сексуальному распутству, стриптизу».
В 2002 году канал испытывал сложности с возобновлением лицензии на телевизионную частоту, возникшие из-за действий предыдущих владельцев (демонстрация скрытой рекламы спиртных напитков и невыход в эфир на ряде частот, указанных в лицензии). Из-за нарушений условия вещания частота была дважды выставлена на конкурс — в ноябре 2002 года (признан несостоявшимся) и в феврале 2003 года (выиграла ДТВ). Эфир был сохранён на 5 лет.
1 февраля 2003 года на канале вновь произошла смена логотипа и графики, была запущена концепция «7 тематических каналов в одном», которая впоследствии исчерпала себя. Канал стал ориентироваться на широкий круг телезрителей — каждый день недели на телеканале был посвящён строго одной конкретной тематике: понедельник на канале носил название «Канал Европа» и был отдан показу документальных передач зарубежного производства о жизни в европейских странах и городах, а также истории и культуре европейских стран, вторник был посвящён XX веку, среда — авторским программам, четверг — реалити-шоу и документальным передачам о катастрофах и криминале, пятница — миру приключений, суббота была отдана программам о человеческом отдыхе и его увлечениях, воскресенье — юмористическим программам. В том же году ДТВ начал вещание в Казани, Томске, Тамбове, Сочи, Самаре и Иркутске на частоте закрытого телеканала ТВС.
| День недели | Тематический канал              | Тематический канал               | Тематический канал                      |
| День недели | с 1 февраля по 11 мая 2003 года | с 12 мая по 24 августа 2003 года | с 25 августа 2003 по 4 апреля 2004 года |
| ----------- | ------------------------------- | -------------------------------- | --------------------------------------- |
| Понедельник | «Канал Европа»                  | «Канал Европа»                   | «День романтики»                        |
| Вторник     | «XX век»                        | «История»                        | «День истории»                          |
| Среда       | «Авторский канал»               | «Авторский канал»                | «Звёздный день»                         |
| Четверг     | «Реальный мир»                  | «Реальный мир»                   | «Реальный мир»                          |
| Пятница     | «Планета приключений»           | «Планета приключений»            | «Мир приключений»                       |
| Суббота     | «Мир увлечений»                 | «Мир увлечений»                  | «Мир увлечений»                         |
| Воскресенье | «День смеха»                    | «День смеха»                     | «День смеха»                            |

В сезоне 2004—2005 годов телеканал решил отказаться от предыдущей концепции, так как она была слишком затратной: с осени того же года большую часть сетки вещания стали занимать развлекательные программы российского и зарубежного производства, а сам канал стал носить сугубо развлекательный характер. Владельцы и руководители хотели сделать из ДТВ «взрослую версию MTV», в соответствии с чем в печатных изданиях была запущена рекламная промо-кампания телеканала под слоганом «Всё лучшее — взрослым!».
15 августа 2005 года, с началом нового телесезона, были обновлены логотип и графическое оформление. С сезона 2005—2006 годов телеканал стал ориентироваться на мужскую аудиторию и запустил линейку передач и сериалов, адресованных этой категории зрителей. В рамках этой концепции стали транслироваться некоторые спортивные события — в основном это были матчи по боксу. На показ трансляций бокса на ДТВ во многом повлиял промоутер Вилфред Зауэрленд, занимавшийся в те годы раскруткой Николая Валуева и предложивший владельцу российского канала в лице Viasat купить права на показ нескольких боёв с его участием. Проходят кадровые изменения — новым генеральным директором телеканала становится Вилма Марцюлевичюте.
12 ноября 2005 года начал вещание в Триколор ТВ.

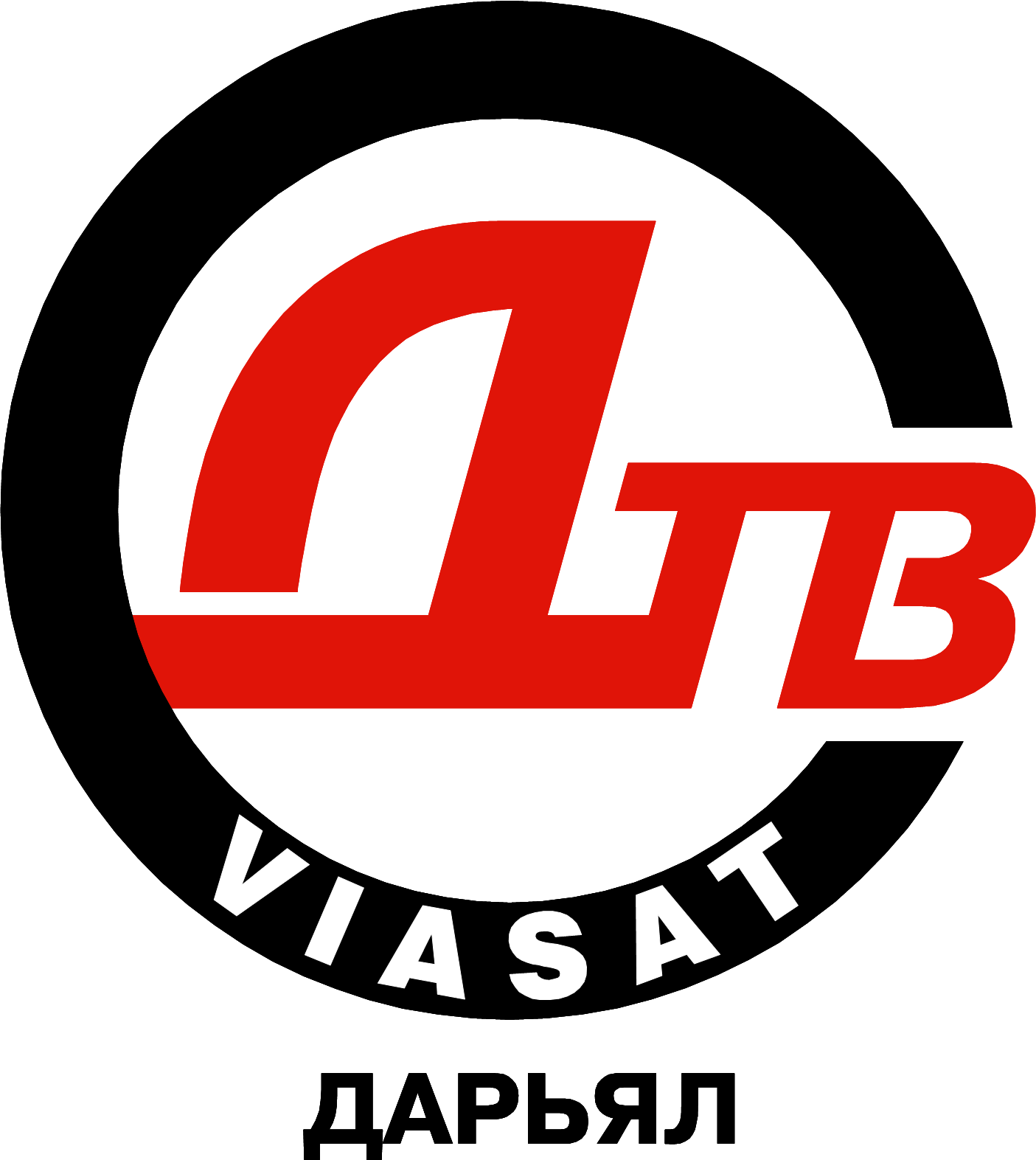
Логотип ДТВ-Viasat с 15 апреля 2002 по 1 сентября 2002 года
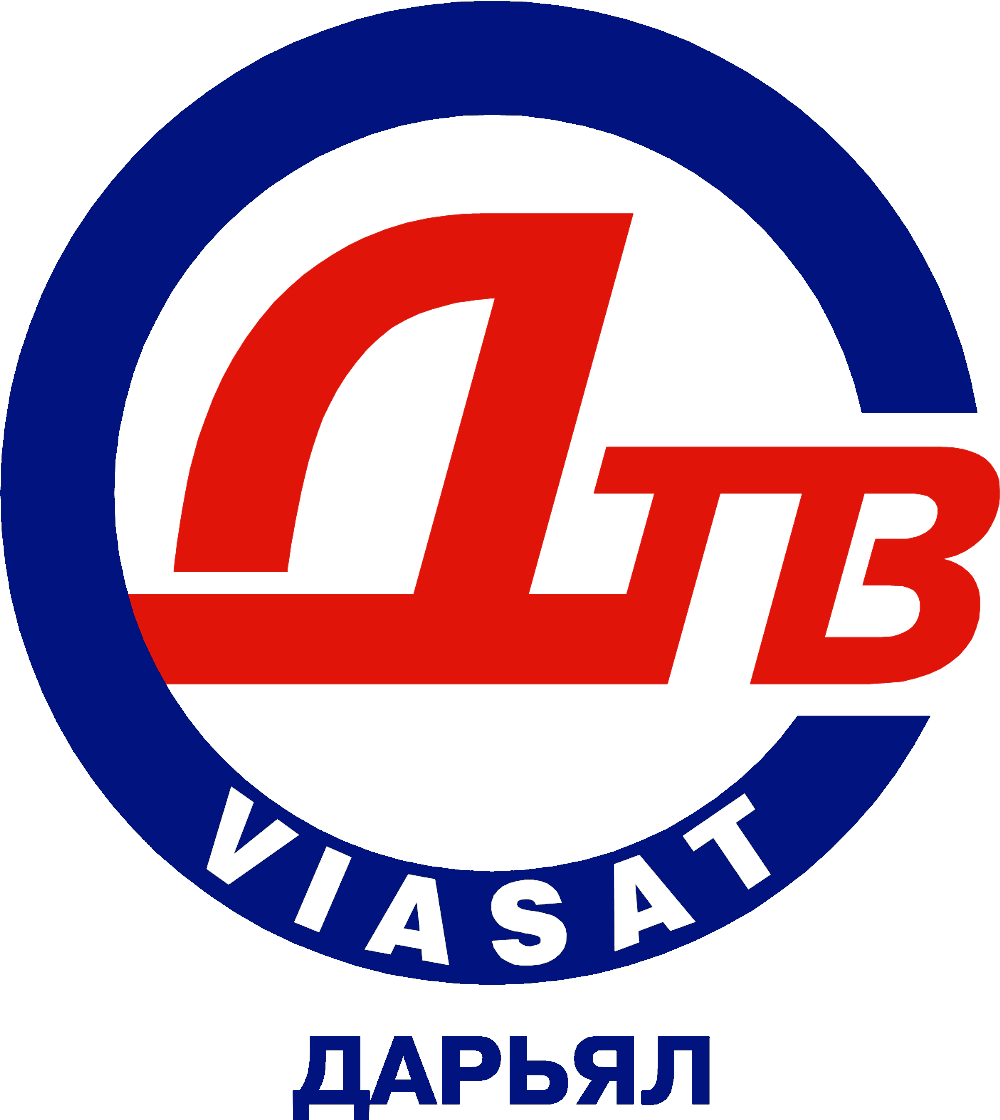
Логотип ДТВ-Viasat со 2 сентября 2002 по 31 января 2003 года
Логотип телеканала ДТВ с 1 февраля 2003 по 14 августа 2005 года
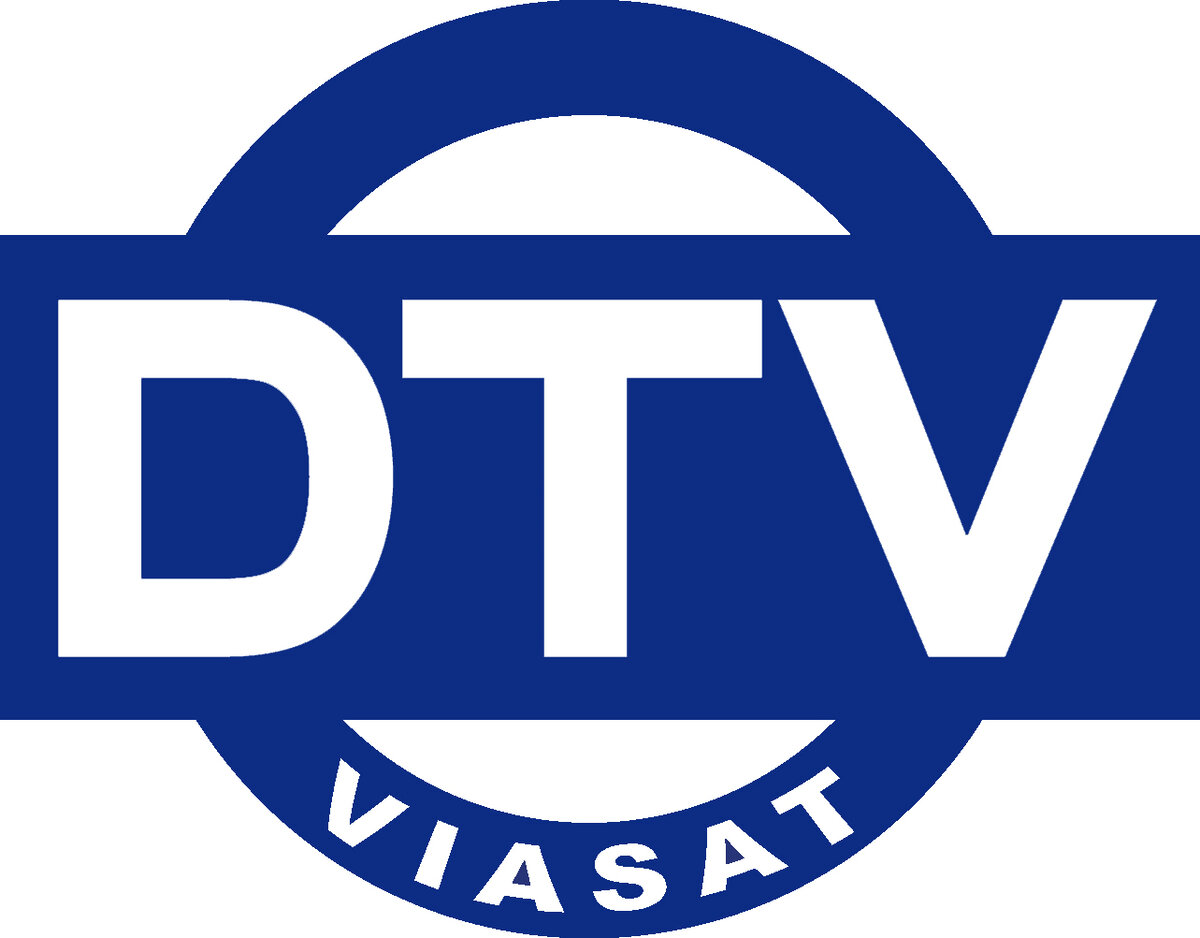
Логотип телеканала ДТВ с 15 августа 2005 по 28 февраля 2007 года

### ДТВ (2007—2011)

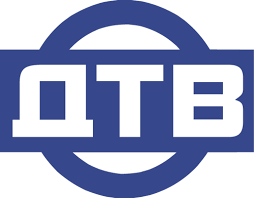
Логотип ДТВ в 2007—2009 годах

1 марта 2007 года телеканал провёл ребрендинг: изменились рекламные заставки и появились новые программы с сериалами. Изменился и логотип: латинские буквы «DTV» были заменены на кириллицу, а надпись «Viasat» была удалена по причине прекращения сотрудничества с этой сетью. По словам инициаторов ребрендинга, «канал станет полностью отечественным и будет ещё ближе российскому зрителю, поскольку, согласно последним исследованиям, аудитория всё больше доверяет отечественным брендам». Примерно с этого же времени основную часть эфирного времени ДТВ стали занимать телесериалы и документальные передачи российского и зарубежного производства на криминальные темы, объединённые в рубрику «Детектив на ДТВ». В связи с этим аббревиатуру канала начали расшифровывать как «Детективное ТелеВидение». Телеканал придерживался такой сетки вещания вплоть до телевизионного сезона 2010—2011 годов. При этом самой рейтинговой программой канала в те годы являлось юмористическое телешоу «Голые и смешные». В рейтинге популярности телеканалов ДТВ тогда занимал 12 место с долей 1,9 %, опережая специализированные музыкально-развлекательные каналы «Муз-ТВ» и «MTV Россия».
В марте 2008 года телеканал был куплен холдингом «СТС Медиа». После покупки телеканала, в мае того же года прошла смена руководства. Генеральным директором канала стал известный продюсер и журналист Владимир Карташков. В это же время на канале проходят российские премьеры популярных зарубежных детективных сериалов «Правосудие Декстера» и «C.S.I.: Место преступления Нью-Йорк». В телевизионном сезоне 2008—2009 годов на ДТВ была запущена информационная программа криминальных новостей «Состав преступлений», ранее выходившая на ТВС (ей в своё время также руководил Карташков). На фоне семейно-молодёжного СТС и женского «Домашнего» руководством холдинга ДТВ тех лет воспринимался как «мужской телеканал», у которого тогда была стабильно высокая взрослая мужская аудитория.
11 января 2009 года у телеканала изменились логотип и графическое оформление (изначально эти изменения должны были произойти в ноябре 2008 года). С февраля по август 2009 года генеральным директором являлся Вячеслав Муругов, совмещавший этот пост с должностью генерального директора канала СТС. 1 сентября 2009 года к руководству каналом «ДТВ» в должности генерального директора приступил Алексей Зюнькин. Исполнительным продюсером канала в те годы работал Тигран Кеосаян, под управлением которого на ДТВ появились передачи «Горячий вечер с Тиграном Кеосаяном» (ранее выходила на «РЕН ТВ»), затем — «Разрушители пословиц», «Департамент собственной безопасности», «Дорожные войны» и «Улётное видео по-русски», а также сериалы «Однажды в милиции» и «Невидимки».
1 июля 2010 года начал вещание в НТВ-Плюс.
30 августа 2010 года телеканал снова поменял логотип и оформление, перешёл к концепции «остросюжетного телевидения». Эфирная сетка канала в телесезоне 2010—2011 годов строилась на оригинальных программах собственного производства в жанре «реалити», а также популярных западных и российских фильмах и телесериалах. В разработке передач принимали участие известные телепродюсеры Сергей Кальварский, Иван Усачёв, Олег Осипов, Тимур Вайнштейн и Андрей Праслов. С 7 февраля 2011 года телеканал начал круглосуточное вещание. До этого на ДТВ практиковались небольшие технические перерывы в 5:00 продолжительностью от 15-30 минут до 1 часа. В это время в эфире шла настроечная таблица или просто скриншот одной из заставок канала.
10 февраля 2011 года трансляция телеканалов ДТВ и ТНТ в Узбекистане была запрещена «из-за безнравственности и аморальности ряда передач», выходящих на этих телеканалах. Претензии относились, в частности, к выходившим на ДТВ в то время развлекательным программам «Голые и смешные» и «Спокойной ночи, мужики!».

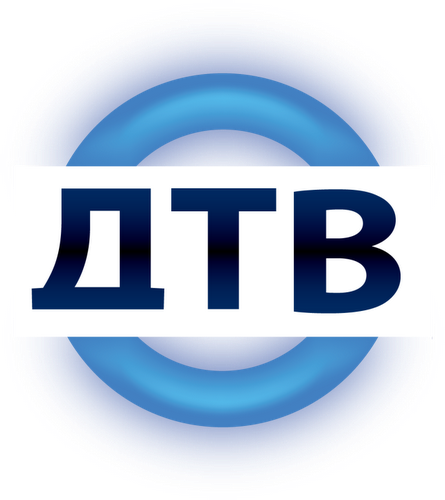
Логотип ДТВ в 2009—2010 годах (из серии «круглых логотипов» 2002—2010 годов)
Логотип ДТВ с 30 августа 2010[110] по 16 октября 2011 года

### Перец (2011—2015)
В мае 2011 года новым генеральным директором телеканала стал ранее работавший на телеканалах СТС и ТНТ Дмитрий Троицкий. Перед ним была поставлена задача изменить формат ДТВ на более современный и успешный. Уже в начале июня 2011 года в прессе появилась информация о том, что с нового сезона телеканал ДТВ может полностью изменить концепцию, логотип и оформление, сетка вещания на 80 % будет состоять из новых программ. Рабочее название канала после ребрендинга звучало как «Перец ТВ», до 2012 года в части печатных телепрограмм канал проходил под совместным логотипом «Перец-ДТВ». Запуск «Перца» сопровождался масштабной рекламной кампанией, в рамках которой в российских городах были развешаны билборды, на которых между буквами П и Ц был изображён красный перец в горизонтальном положении. Аналогичный логотип был изображён на сайте канала с доменным именем peretz.ru, где также был установлен таймер с временем обратного отсчёта до перезапуска канала; сайт с именем dtv.ru был перекрыт заглушкой с текстом «Сайт захвачен!» и перенаправлением на peretz.ru. Изначально масштабный ребрендинг телеканала ДТВ был запланирован на 1 октября 2011 года, но по разным причинам его решили отложить.
17 октября 2011 года в 6:00 по Москве по окончании трансляции телесериала «Улики» телеканал изменил название на «Перец», также изменились сетка вещания и концепция эфира, хотя часть программ ДТВ в ней была сохранена. Как утверждает генеральный директор телеканала Дмитрий Троицкий, «Перец» — это жгучий телеканал, «первый несерьёзный телеканал для тех взрослых, у кого в душе остался драйв», показ которого будет осуществляться при поддержке СТС Медиа. По инициативе Троицкого, «Перец» первым на российском телевидении реализовал концепцию «из интернета — в телевизор» и стал показывать интернет-проект — 23 октября 2011 года на канале вышел первый выпуск видеообзора «+100500» с Максимом Голополосовым. В 2012 году «Перец» вошёл в десятку самых удачных российских брендов-стартапов по российской версии журнала Forbes.
7 февраля 2012 года начал вещание в Континент ТВ.
Телеканал «Перец» два раза претендовал на включение в состав второго мультиплекса цифрового телевидения России, однако не вошёл в него.
В марте 2014 года на «Перце» появился новый слоган «Царь острых ощущений», состоялся запуск новых проектов криминального характера. 10 декабря 2014 года генеральный директор Дмитрий Троицкий принял решение покинуть компанию холдинга «СТС Медиа» и телеканал «Перец». 11 декабря 2014 года новым генеральным директором телеканала стал Рубен Оганесян, ранее работавший генеральным директором телеканала «Ю», а также руководивший департаментом эфирного промо на канале ТНТ.
24 декабря 2014 года начал вещание в МТС (спутник).
В 2015 году на телеканале «Перец» в очередной раз была изменена сетка вещания: в неё были добавлены повторы программ российского производства, ранее прошедшие на других телеканалах, а также советские фильмы. 9 мая того же года, в честь 70-летия со дня Победы в Великой Отечественной войне, в течение всего дня в эфире «Перца» вместо привычных развлекательных программ транслировались только художественные и документальные фильмы о войне, праздничные концерты и ретроспективные записи парадов Победы прошлых лет — 1945, 1975, 1985 и 1995 годов. В сентябре «Перец» получил право на трансляции матчей чемпионата мира по регби в Англии.
12 ноября 2015 года по окончании фильма «Человек в зелёном кимоно» телеканал должен был закончить своё вещание и передать свои частоты вещания новому каналу «Че». Необходимость такого решения была связана со снижением показателей по целевой аудитории и выручке, а также с изменениями в законодательстве, упорядочившими процедуру трансляции операторами связи телеканалов первого и второго мультиплексов, в которые телеканал «Перец» не вошёл. Однако планы холдинга «СТС Медиа» были скорректированы. Согласно принятому решению с указанной даты эфирные частоты переданы новому телеканалу «Че», а вещание телеканала под брендом «Перец» будет продолжено позже в кабельных и спутниковых сетях, однако на сегодняшний день вещание до сих пор не возобновлено. Телеканал «Перец International» продолжает вещание на зарубежные страны. Копирайт «ЗАО „ТВ Дарьял“» в транслируемых телепередачах остался на канале «Че».

## Штаб-квартира

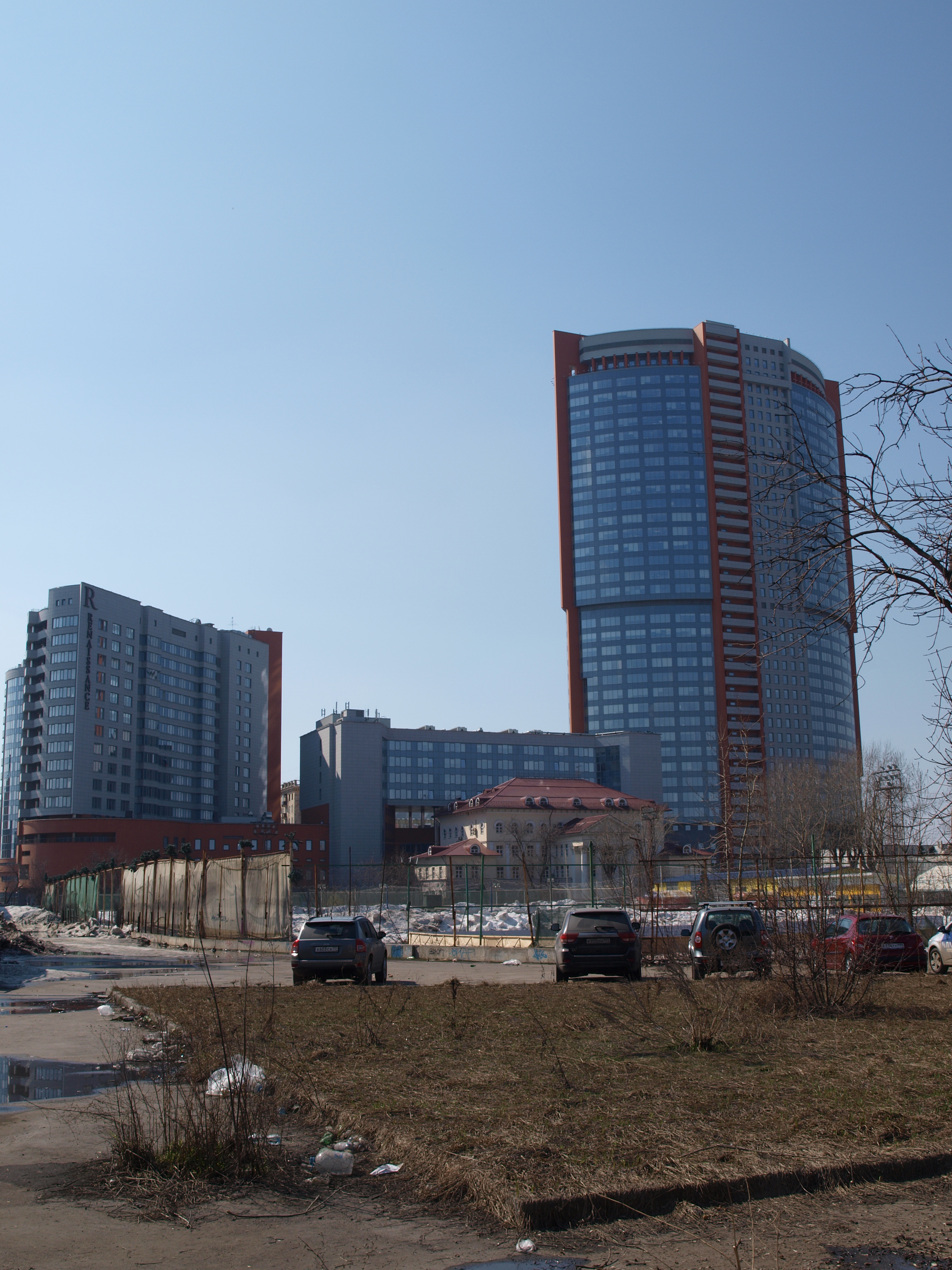
Бизнес-центр «Монарх» (Ленинградский проспект, 31), в котором находятся головные офисы телеканала (31-33 этажи)

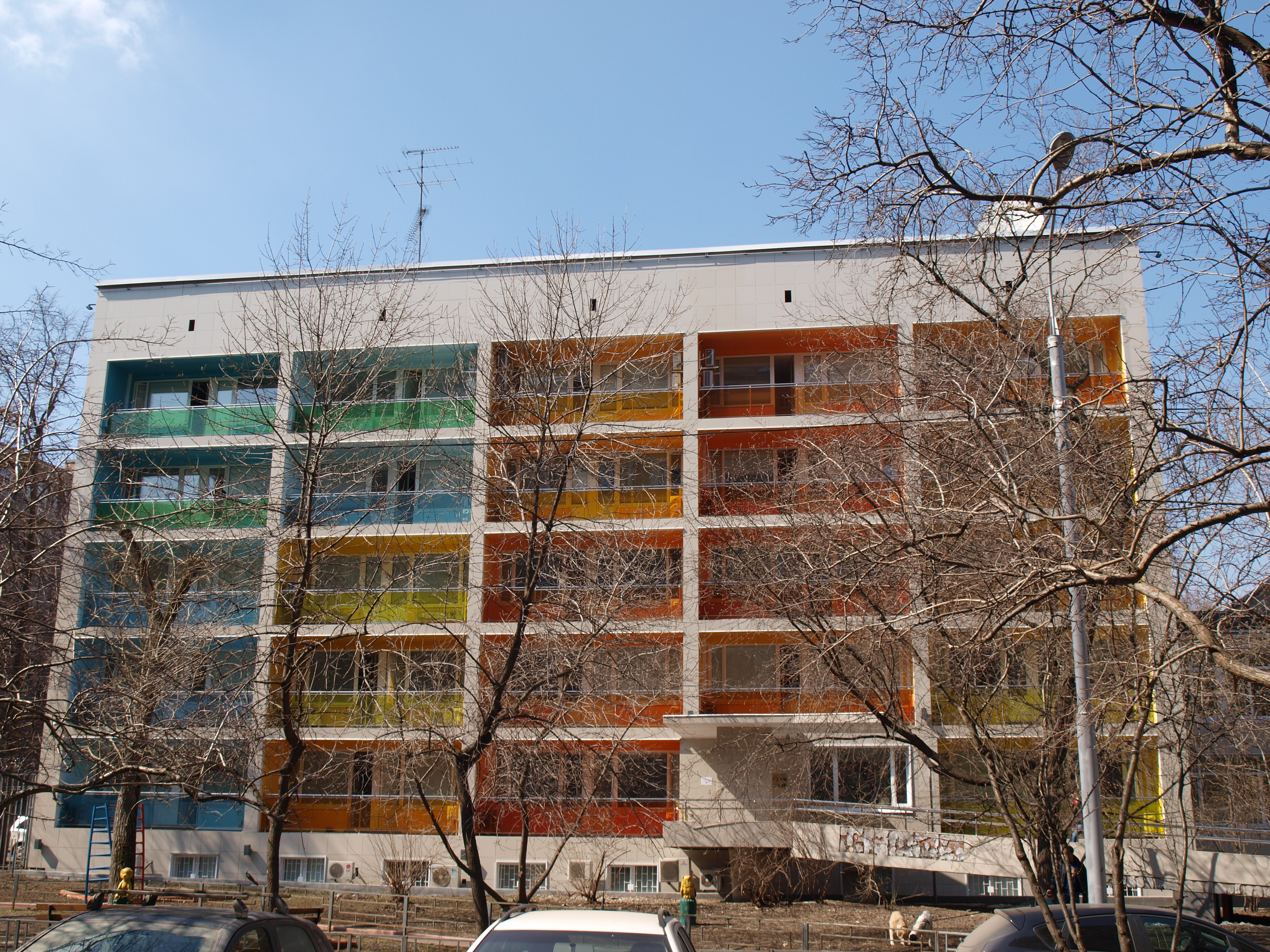
Дом 15 стр. 2 по улице Правды, в котором расположены производственные и вещательные помещения и офисы непосредственной подготовки эфира телеканала «Перец», а также каналов СТС и «Домашний»

Изначально редакция телеканала «Дарьял ТВ» размещалась на улице академика Королёва в доме № 4, корп. 4, а его студия — в помещении киностудии имени Максима Горького, в её павильоне № 4. После перехода канала к Viasat редакции и студии телеканала располагались в офисном здании на улице Докукина, в доме № 16. Затем, когда канал уже стал частью холдинга «СТС Медиа», в рамках упрощения структуры холдинга и создания максимально комфортных условий для его сотрудников, офис «Перца» переехал в новое здание — в бизнес-центр «Монарх» на Ленинградском проспекте.

## Руководство

### Генеральные директоры
- Наталья Дарьялова (1999—2001)
- Март Луйк (2001—2005)[33]
- Вилма Марцюлевичюте (2005—2008)[81]
- Владимир Карташков (2008—2009)[93]
- Вячеслав Муругов (2009)[139]
- Алексей Зюнькин (2009—2011)[140][141]
- Дмитрий Троицкий (2011—2014)[111]
- Рубен Оганесян (2014—2015)[127][142]

### Генеральные / исполнительные продюсеры
- Аркадий Вайнер (1999—2002)[21]
- Дмитрий Великанов (2004—2008)[76]
- Илья Огнев (2008—2009)[143]
- Тигран Кеосаян (2009—2010)[144][145]
- Андрей Праслов (2011)[146]

В 2002—2004 годах должности генерального продюсера на телеканале не существовало.

## Критика
Телеканал подвергся критике за появление шоу «+100500». Автор статьи в «Комсомольской правде» сделал по этому поводу следующий комментарий: «Как видите, умения сочно материться без запинки достаточно, чтобы тебе доверили смешить людей на федеральной частоте».

## Лица телеканала[147]
- Наталья Андрейченко («Мама в законе»)[148]
- Евгений Баженов («BadComedian», «Герои Интернета»)[149][150]
- Анатолий Барбакару («Джентльмены на даче»)[151]
- Дана Борисова («Машина»)[152]
- Владимир Виноградов («Как я ездил в Москву»)[153]
- Алёна Водонаева («Горячая автомойка»)[154]
- Игорь Вознесенский («Их разыскивает полиция»)
- Юрий Гальцев («Анекдоты»)
- Максим Голополосов («+100500», «Герои Интернета»)
- Кирилл Готовцев («Готовит Готовцев»)[155]
- Денис Гребенюк («Что делать?», «Слежка»)
- Евгений Ермаков («Продюсеры с большой дороги»)
- Леонид Канфер («Как я ездил в Москву»)[156]
- Ефим Качевский («Хреновости»)
- Иван Князев («Хреновости»)
- Григорий Кулагин («Слежка»)
- Алексей Куличков («Обмен бытовой техники»)
- Игорь Кытманов («Фанаты»)[157]
- Сергей Легостаев («Продюсеры с большой дороги»)
- Алексей Лихницкий («Ноги прокурора»)
- Виктор Логинов («Машина»)
- Иван Макаревич («Герои Интернета»)[158]
- Александр Масляков («КВН. Играют все», «КВН на бис», «КВН. Высший бал»)
- Дмитрий Нагиев («Мама в законе»)[159][160]
- Михаил Негин («Продюсеры с большой дороги»)
- Влад Некрасов («Чо происходит?»)[161]
- Евгений Никишин («Будь мужиком»)
- Сергей Писаренко («Будь мужиком»)
- Михаил Пореченков («Что делать?»)
- Иван Распопов («СУП»)[162]
- Анна Семенович («Машина»)[163]
- Юрий Сидоренко («Утилизатор»)
- Семен Стругачев («Анекдоты»)
- Богдан Титомир («Горячая автомойка», музыкант, певец. Исполнил гимн канала и выступил в новогоднем концерте)[164]
- Роман Третьяков («Перецточкару»)[165]
- Иван Усачёв («СУП»)[166]
- Андрей Федорцов («Анекдоты»)
- Роман Юнусов («Ноги прокурора»)

## Перец International
«Пе́рец International» — российский международный телеканал, является международной версией российского канала «Перец». Запуск состоялся 15 октября 2013 года, первоначально вещание велось у кабельных операторов и IPTV-провайдеров Республики Беларусь.
В январе 2014 года телеканал стал доступен в Кыргызстане, в сентябре того же года началось распространение его сигнала со спутника «Astra 5B».
30 июля 2018 года «Перец International» начал вещание со спутника «Astra 1N» (19.2° в. д.).[уточнить]
В 2022 году телеканал временно прекратил вещание на спутниках «Astra 1N» и «Astra 5B» из-за санкций после вторжения России на Украину.
В данный момент телеканал вещает на спутнике ABS-2 / ABS-2A.